# 闘龍門
闘龍門（とうりゅうもん）は、メキシコの日本人プロレスラー養成学校兼プロレス団体。正式名称はULTIMO DRAGON GYM闘龍門（ウルティモ・ドラゴン・ジムとうりゅうもん）。

## 歴史
1996年、ウルティモ・ドラゴンが設立。半年に1度、生徒を募集して一定期間のトレーニング受けてプロテストに合格した練習生がメキシコでデビューしていた。ウルティモの経験から受験資格として身長制限は設けていない。
1997年5月11日、ナウカルパンにある競技場「アレナ・ナウカルパン」でウルティモが自主興行「闘龍門」を開催。黒木克昌、大島伸彦、諏訪高広、藤井達樹がデビュー。
1998年7月18日、みちのくプロレス矢巾町民総合体育館大会にシーマ・ノブナガ（大島伸彦）、ジュードー・スワ（諏訪高広）、スモー・フジ（藤井達樹）が参戦して日本デビュー。
1999年1月31日、後楽園ホールで闘龍門をプロレス団体化して旗揚げ戦及び日本逆上陸第1弾を開催。4月22日、マグナムTOKYO（黒木克昌）、シーマ、スワ、フジが闘龍門を卒業。6月、ウルティモが親交のあった格闘技塾 武輝道場を吸収合併して日本に闘龍門の分校となる闘龍門JAPAN（とうりゅうもんジャパン）を設立。闘龍門を卒業した選手の受け皿としていた。また、メキシコに闘龍門の分校となる闘龍門MEXICO（とうりゅうもんメキシコ）を設立。闘龍門の練習生によるデビュー戦が行われていた。7月4日、博多スターレーンで闘龍門JAPANの旗揚げ戦を開催。
2000年1月16日、ウルティモがメキシコに闘龍門が運営する組織となる闘龍門2000プロジェクト（とうりゅうもんにせんプロジェクト）を設立。古曲メキシカンプロレス「ルチャリブレ・クラシカ」の復興をコンセプトによるメキシコ秘伝「6角形リング」を採用、メキシコ式複合関節技「ジャベ」を駆使したスタイルを展開している。
2001年11月13日、後楽園ホールで闘龍門2000プロジェクトの日本逆上陸第1弾を開催。
2002年1月、ウルティモがメキシコに闘龍門が運営する組織となる闘龍門X（とうりゅうもんエックス）を設立。世界に通用する新たなスター選手の養成に乗り出した。
2003年1月27日、後楽園ホール大会を最後に闘龍門2000プロジェクトが解散。8月22日、ディファ有明で闘龍門Xの日本逆上陸第1弾を開催。
2004年7月4日、闘龍門JAPANワールド記念ホール大会で開催された旗揚げ5周年記念大会を機に闘龍門JAPANが闘龍門から独立することを発表。7月5日、闘龍門JAPANが団体名をDRAGONGATE（ドラゴンゲート）に改称。9月9日、後楽園ホール大会を最後に闘龍門Xが解散。
2000年代後半、闘龍門が解散。
2022年4月13日、ウルティモがメキシコに闘龍門CASA（とうりゅうもんカーサ）を設立。DRAGONGATEとプロレスリング・ノアの若手選手が武者修行するための練習場となっている。

## 校長
- ウルティモ・ドラゴン

## 講師
- ネグロ・ナバーロ（フリー）

## 生徒
| 期生              | リングネーム                                                                                           | 経歴 |
| ----------------- | --- | --- |
| 1997年            | | |
| 1期生             | 黒木克昌→トーキョー・マグナム→マグナムTOKYO→アラン黒木→黒木克昌                                        | 闘龍門JAPAN→DRAGONGATE→フリー→ハッスル→休業 |
| 1期生             | 大島伸彦→シーマ・ノブナガ→CIMA                                                                         | JWA関西→闘龍門→闘龍門JAPAN→DRAGONGATE→OWE→GLEAT                                                                                                |
| 1期生             | 諏訪高広→ジュードー・スワ→SUWA                                                                         | 闘龍門→闘龍門JAPAN→DRAGONGATE→フリー→引退 |
| 1期生             | 藤井達樹→スモー・フジ→スモー"ダンディ"フジ→ビッグ・フジ→ドン・フジイ                                   | 闘龍門→闘龍門JAPAN→DRAGONGATE |
| 1期生             | 中村伸能→ドラゴン・キッド                                                                              | JWA東海プロレス→闘龍門→闘龍門JAPAN→DRAGONGATE                                                                                                  |
| 1998年            | | |
| 2期生             | 神田裕之→ジミー神田→神田裕之→神田ヤスシ→神田裕之                                                       | 闘龍門→闘龍門JAPAN→引退→復帰→DRAGONGATE |
| 2期生             | 堀口元気→堀口元気H.A.Gee.Mee!!→堀口元気                                                                | 闘龍門→闘龍門JAPAN→DRAGONGATE |
| 2期生             | 新井健一郎                                                                                             | 闘龍門→闘龍門JAPAN→DRAGONGATE |
| 2期生             | ストーカー市川→ストーカー市川Z→ICHIKAWA→"ハリウッド"ストーカー市川→市川寛二→このまま市川               | 闘龍門→闘龍門JAPAN→DRAGONGATE→引退 |
| 3期生             | 望月享→横須賀享→ジミー・ススム→横須賀ススム→望月ススム→横須賀ススム                                    | 闘龍門→闘龍門JAPAN→DRAGONGATE |
| 1999年            | | |
| 4期生             | 斎藤了→斎藤"ジミー"了→斎藤了                                                                           | 闘龍門→闘龍門JAPAN→DRAGONGATE |
| 2000年            | | |
| 3期生             | 清水基嗣                                                                                               | 闘龍門→闘龍門JAPAN→フリー→プロレスリングElDorado→ソウル・コネクション→フリー→プロレスリングSECRET BASE                                         |
| 5期生             | 岩佐卓典→マイケル岩佐→岩佐拓                                                                           | 闘龍門2000プロジェクト→闘龍門JAPAN→DRAGONGATE→フリー→休業                                                                                      |
| 5期生             | 三島来夢→ダニエル三島→三島来夢                                                                         | 闘龍門2000プロジェクト→闘龍門JAPAN→DRAGONGATE→フリー→健介オフィス→引退                                                                         |
| 5期生             | 森Ken太郎→アンソニー・W・森→森隆行→アンソニー・W・森→森隆行                                            | 闘龍門2000プロジェクト→闘龍門JAPAN→DRAGONGATE→引退                                                                                             |
| 5期生             | セカンド土井→土井成樹                                                                                  | 闘龍門2000プロジェクト→闘龍門JAPAN→DRAGONGATE→フリー                                                                                           |
| 6期生             | 照井章仁→ミラノコレクションA.T.                                                                        | 闘龍門2000プロジェクト→闘龍門JAPAN→DRAGONGATE→フリー→新日本プロレス→引退                                                                       |
| 6期生             | 福政淳也→フィリップ・J・福政→福政淳也                                                                  | 闘龍門2000プロジェクト→引退 |
| 6期生             | 村上拓也                                                                                               | 闘龍門2000プロジェクト→引退 |
| 6期生             | 大柳二等兵→大柳錦也→ビリー大柳→大柳錦也                                                                | 闘龍門2000プロジェクト→フリー→プロレスリングElDorado→フリー→みちのくプロレス→引退                                                              |
| 6期生             | TARUシート（初代）→野村高司→スカイデJr.                                                                | 闘龍門2000プロジェクト→引退→復帰→プロレスリングSECRET BASE                                                                                     |
| 7期生             | 吉野正人→YOSSINO→吉野正人                                                                              | JWA関西→闘龍門2000プロジェクト→闘龍門JAPAN→DRAGONGATE→引退                                                                                     |
| 7期生             | 辻本恭史→STEVIE"brother"TSUJIMOTO→"brother"YASSINI→"brother"YASSHI                                     | 闘龍門2000プロジェクト→闘龍門JAPAN→DRAGONGATE→Dragondoor→プロレスリングElDorado→フリー→ダブプロレス→ダブプロレス、KOBEメリケンプロレス兼任所属 |
| 7期生             | 大鷲透                                                                                                 | 闘龍門2000プロジェクト→闘龍門JAPAN→DRAGONGATE→Dragondoor→プロレスリングElDorado→ソウル・コネクション→フリー                                    |
| 7期生             | しゃちほこマシーン壱号→鯱魔神壱号                                                                      | 闘龍門2000プロジェクト→引退 |
| 7期生             | しゃちほこマシーン弐号→鯱魔神弐号→しゃちほこマシーン→シーサー・ボーイ→シーサーBOY→しゃちほこBOY        | 闘龍門2000プロジェクト→休業→DRAGONGATE |
| 2001年            | | |
| 7期生             | 八木隆行→ペスカトーレ八木→ベーカリー八木→八木隆行                                                      | 闘龍門2000プロジェクト→闘龍門JAPAN→DRAGONGATE                                                                                                  |
| 8期生             | 近藤修司→コンドッティ修司→ドッティ修司→近藤修司                                                        | 闘龍門2000プロジェクト→闘龍門JAPAN→DRAGONGATE→Dragondoor→プロレスリングElDorado→全日本プロレス→WRESTLE-1→フリー                                |
| 8期生             | 高木省吾→ベルリネッタ・ボクサー→高木省吾→高木"ジェット"省吾→高木省吾                                   | 闘龍門2000プロジェクト→闘龍門JAPAN→DRAGONGATE→Dragondoor→プロレスリングElDorado→休業                                                           |
| 8期生             | 菅原拓也→ヘンリー・III世・菅原→菅原拓也                                                                | 闘龍門2000プロジェクト→闘龍門JAPAN→DRAGONGATE→Dragondoor→プロレスリングElDorado→フリー→プロレスリングZERO1                                     |
| 8期生             | 小川内潤→JUN→小川内潤                                                                                  | 闘龍門2000プロジェクト→闘龍門JAPAN→引退→復帰→プロレスリングSECRET BASE                                                                         |
| 2002年            | | |
| 特待生            | 田島久丸                                                                                               | 闘龍門X→フリー→ドラディション→引退 |
| 8期生             | ムルシエラゴ→119・井上隊員→フラッシュムーン→シャドーフェニックス                                       | 闘龍門X→フリー→大阪プロレス（専属フリー契約）→DEP→フリー→引退                                                                                  |
| 9期生             | 石森太二                                                                                               | 闘龍門X→フリー→Dragondoor→プロレスリングElDorado→フリー→プロレスリング・ノア→フリー→新日本プロレス                                             |
| 9期生             | 山本武志→南野たけし→南野武→HAPPY MAN→南野タケシ                                                        | 闘龍門X→フリー |
| 9期生             | 華井健一→パイナップル華井→Ken45゜                                                                      | 闘龍門X→フリー→プロレスリングElDorado→フリー→みちのくプロレス                                                                                  |
| 9期生             | 村上学→大間まぐ狼→卍丸                                                                                 | 闘龍門X→フリー→プロレスリングElDorado→フリー→みちのくプロレス                                                                                  |
| 9期生             | ランボ三浦→119・小暮隊員→ランボ三浦                                                                    | 闘龍門X→フリー→引退 |
| 9期生             | SUWAシート→景虎→KAGETORA→ジミー・カゲトラ→Kagetora                                                     | 闘龍門X→フリー→プロレスリングElDorado→フリー→DG                                                                                                |
| 9期生             | スモール"ダンディ"フジ→JKO→ジャンピングキッド沖本→沖本摩幸→ラッセ                                      | 闘龍門X→フリー→プロレスリングElDorado→フリー→みちのくプロレス                                                                                  |
| 9期生             | 新井小一郎→野橋真実→野橋太郎→かめっしー→のはしたろう                                                   | 闘龍門X→フリー→みちのくプロレス |
| 9期生             | 鯱魔神参号→佐藤秀→バラモン・シュウ                                                                     | 闘龍門X→フリー→プロレスリングElDorado→フリー                                                                                                   |
| 9期生             | 鯱魔神四号→佐藤恵→バラモン・ケイ                                                                       | 闘龍門X→フリー→プロレスリングElDorado→フリー                                                                                                   |
| 10期生            | 谷嵜直樹→谷嵜なおき→Mr.キューキュー豊中ドルフィン→Mr.キューキュー"谷嵜なおき"豊中ドルフィン→谷嵜なおき | 闘龍門X→闘龍門JAPAN→DRAGONGATE→フリー→プロレスリングElDorado→フリー→DRAGONGATE→フリー→ダブプロレス                                             |
| 2003年            | | |
| 10期生            | 福田貴泰→マンゴー福田→ベアー福田                                                                       | 闘龍門X→フリー→プロレスリングElDorado→ソウル・コネクション→プロレスリングSECRET BASE                                                           |
| 11期生            | パッション長谷川→フェリスト                                                                            | 闘龍門X→闘龍門MEXICO→フリー→プロレスリングSECRET BASE                                                                                          |
| 11期生            | サイト・マスダ                                                                                         | 闘龍門X→闘龍門MEXICO→引退 |
| 11期生            | ミニCIMA→リトル・ドラゴン→遮那王→義経→エル・ブレイザー→SUGI                                            | 闘龍門X→Dragondoor→プロレスリングElDorado→フリー→AAA→フリー→プロレスリングZERO1→フリー                                                         |
| 12期生            | 片上学→110・片上隊員→めんたい☆キッド                                                                   | 闘龍門X→闘龍門MEXICO→フリー→九州プロレス |
| 12期生            | 青木洋介→スパーク青木                                                                                  | 闘龍門X→闘龍門MEXICO→プロレスリングElDorado→ソウル・コネクション→プロレスリングSECRET BASE→フリー                                              |
| 12期生            | KONDO&Co.                                                                                              | 闘龍門X→闘龍門MEXICO→引退 |
| 12期生            | TARUシート（2代目）→道菅康彦                                                                           | 闘龍門X→闘龍門MEXICO→引退 |
| 2004年            | | |
| 11期生            | 新井注一郎→アミーゴ鈴木                                                                                | 闘龍門X→闘龍門MEXICO→フリー |
| 13期生            | 千賀達人→バナナ千賀→ヘラクレスオオ千賀→ヘラクレス千賀→バナナ千賀                                       | 闘龍門X→フリー→プロレスリングElDorado→ソウル・コネクション→フリー                                                                              |
| 13期生            | 岡田かずちか→オカダ・カズチカ                                                                          | 闘龍門X→闘龍門MEXICO→新日本プロレス→AEW |
| 13期生            | 大原はじめ→REY大原→大原はじめ                                                                          | 闘龍門X→闘龍門MEXICO→ハッスル→SMASH→WNC→フリー→プロレスリング・ノア                                                                            |
| 13期生            | 堀口ひろみ                                                                                             | 闘龍門X→闘龍門MEXICO→引退 |
| 13期生            | 松山勘十郎                                                                                             | 闘龍門X→フリー→大阪プロレス→松山勘十郎事務所→大衆プロレス松山座                                                                                |
| 13期生            | ギジェルモ"チャンゴ"秋葉→CHANGO                                                                        | 闘龍門X→フリー→プロレスリングElDorado→フリー                                                                                                   |
| 13期生            | ミラニートコレクションa.t.→ツトム・オースギ                                                            | 闘龍門X→Dragondoor→プロレスリングElDorado→ソウル・コネクション→フリー                                                                          |
| 14期生            | 松崎俊也→ラスカル松崎→ペケーニョ・ニンジャ                                                             | 闘龍門MEXICO→フリー→引退 |
| 2006年            | | |
| 14期生            | 花岡大輔→HANAOKA                                                                                       | 闘龍門MEXICO→フリー→プロレスリングSECRET BASE                                                                                                  |
| 14期生            | 梶原慧                                                                                                 | 闘龍門MEXICO→健介オフィス→ダイヤモンド・リング→休業                                                                                            |
| 格闘技塾 武輝道場 | | |
| -                 | 岡村隆志                                                                                               | 格闘技塾 武輝道場→闘龍門JAPAN→DRAGONGATE→休業                                                                                                  |
| -                 | 望月成晃→望月マサアキ→望月成晃                                                                         | 格闘技塾 武輝道場→闘龍門JAPAN→DRAGONGATE |
| -                 | 多留嘉一→TARU                                                                                          | 格闘技塾 武輝道場→闘龍門JAPAN→DRAGONGATE→フリー→MAKAI                                                                                          |
| -                 | 河野圭一→チョコボールKOBE→チョコフレークK-ICHI→河野圭一                                                | 格闘技塾 武輝道場→闘龍門JAPAN→引退 |
| -                 | 川畑憲昭                                                                                               | 格闘技塾 武輝道場→闘龍門JAPAN→休業 |
| その他            | | |
| -                 | SAITO→スペル・シーサー                                                                                 | フリー→闘龍門JAPAN→DRAGONGATE→フリー |
| -                 | 斎藤誠→MAKOTO→ダークネス・ドラゴン→K-ness.→ジミー・クネスJ.K.S.→K-ness.                                | みちのくプロレス→レッスル夢ファクトリー→闘龍門JAPAN→DRAGONGATE→引退                                                                            |